# Абакумовская, Юлия Дмитриевна
Юлия Дмитриевна Абакумовская (род. 1942) — российская оперная певица, меццо-сопрано. Народная артистка России (1994).

## Биография
Жила в Москве. В школьные годы пела в ансамбле под руководством Владимира Локтева. По окончании школы поступила Институт театрального искусства на отделение актёров музыкальной комедии в класс Павла Понтрягина, оперного певца, выпускника Московской консерватории, возглавлявшего в институте вокальную кафедру.
По окончании обучения работала в Москонцерте, затем в 1970 году была приглашена в Музыкальный театр имени К. С. Станиславского и В. И. Немировича-Данченко. Дебютной партией в театре стала роль Периколы в одноимённой оперетте Жака Оффенбаха. В дальнейшем исполняла партии как в опереттах, так и операх, сыграв около 40 ведущих ролей.
В 1991 году перешла на работу в только что основанный театр «Новая опера». В 1994 года за большие заслуги в области музыкального искусства была удостоена почётного звания «Народный артист Российской Федерации».

## Награды и звания
- Народная артистка России (1994)[2]
- Заслуженная артистка РСФСР (1981)
- Лауреат премии «За беззаветное служение оперному искусству» Фонда Евгения Колобова[1]